# Aldis Hodge
Aldis Alexander Basil Hodge (Észak-Karolina, 1986. szeptember 20.–) amerikai színész.

## Élete
Hodge 1986. szeptember 20-án született Onslow megyében (Észak-Karolina). Mindkét szülője, Aldis Basil Hodge és Yolette Evangeline Richardson az Egyesült Államok Tengerészeti Testületénél szolgált. Hodge édesanyja Floridából származik, édesapja pedig eredetileg Saint Thomasból (Amerikai Virgin-szigetek). Aldis öccse a szintén színész, Edwin Hodge. Gyerekként Hodge klarinéton és hegedűn játszott, de felnőttként inkább a hegedűre összpontosít; 18 éves korában vásárolta meg első sajátját. A színészkedés mellett Hodge órákat készít, valamint ír és fest.

## Filmográfia

### Film
| Év   | Magyar cím                                                 | Eredeti cím                               | Szerep                                           | Magyar hang          | Rendező            |
| ---- | ---------------------------------------------------------- | ----------------------------------------- | ------------------------------------------------ | -------------------- | ------------------ |
| 1995 | Die Hard – Az élet mindig drága                            | Die Hard with a Vengeance                 | Raymond                                          | Szalay Csongor       | John McTiernan     |
| 1996 | Rózsaágy                                                   | Bed of Roses                              | Prince                                           | Szalay Csongor       | Michael Goldenberg |
| 2000 | Gagyi mami                                                 | Big Momma's House                         | tini kosárlabdás                                 | Hamvas Dániel        | Raja Gosnell       |
| 2004 | Betörő az albérlőm                                         | The Ladykillers                           | fánkos gengszter                                 |                      | Joel Coen          |
| 2004 | Betörő az albérlőm                                         | The Ladykillers                           | fánkos gengszter                                 | Ethan Coen           |                    |
| 2005 | Edmond                                                     | Edmond                                    | szórólap osztogató                               |                      | Stuart Gordon      |
| 2005 |                                                            | Little Athens                             | Pitt                                             |                      | Tom Zuber          |
| 2005 |                                                            | The Tenants                               | Sam Clemence                                     |                      | Danny Green        |
| 2006 | American Dreamz                                            | American Dreamz                           | Chuck, a katona                                  |                      | Paul Weitz         |
| 2006 | Táncoló talpak                                             | Happy Feet                                | egyéb hangok                                     |                      | George Miller      |
| 2007 |                                                            | Equal Opportunity                         | Leroy Williams Jones III                         |                      | Howard Duy Vu      |
| 2009 | Vörös homok                                                | Red Sands                                 | Trevor                                           |                      | Alex Turner        |
| 2012 | A Kelet                                                    | The East                                  | Thumbs                                           | Varga Rókus          | Zal Batmanglij     |
| 2013 | Die Hard – Drágább, mint az életed                         | A Good Day to Die Hard                    | Foxy hadnagy                                     | Bor László           | John Moore         |
| 2015 | Egyenesen Comptonból                                       | Straight Outta Compton                    | MC Ren                                           | Papp Dániel          | F. Gary Gray       |
| 2016 | A számolás joga                                            | Hidden Figures                            | Levi Jackson                                     | Horváth Illés        | Theodore Melfi     |
| 2016 | Jack Reacher: Nincs visszaút                               | Jack Reacher: Never Go Back               | Anthony Espin kapitány                           | Király Attila        | Edward Zwick       |
| 2018 | Brian Banks                                                | Brian Banks                               | Brian Banks                                      | Pál András           | Tom Shadyac        |
| 2018 | Brian Banks                                                | Brian Banks                               | Brian Banks                                      | Papp Dániel          | Tom Shadyac        |
| 2019 | Mi kell a férfinak?                                        | What Men Want                             | Will                                             | Makranczi Zalán      | Adam Shankman      |
| 2019 |                                                            | Clemency                                  | Anthony Woods                                    |                      | Chinonye Chukwu    |
| 2020 | A láthatatlan ember                                        | The Invisible Man                         | James Lanier                                     | Debreczeny Csaba     | Leigh Whannell     |
| 2020 | Varázstábor                                                | Magic Camp                                | Devin                                            | Kálid Artúr          | Mark Waters        |
| 2020 | Egy éj Miamiban…                                           | One Night in Miami                        | Jim Brown                                        | Pál András           | Regina King        |
| 2021 |                                                            | The Birthday Cake                         | Eagle                                            |                      | Jimmy Giannopoulos |
| 2022 | Zöld Lámpás: Rettegje erőmet                               | Green Lantern: Beware My Power            | John Stewart / Zöld Lámpás (hangja)              |                      | Jeff Wamester (1)  |
| 2022 | Black Adam                                                 | Black Adam                                | Carter Hall / Sólyomember                        | Pál András           | Jaume Collet-Serra |
| 2024 | Az Igazság Ligája: Végtelen Világok Válsága – Második rész | Justice League: Crisis on Infinite Earths | John Stewart / Zöld Lámpás / Power Ring (hangja) | Tokaji Csaba         | Jeff Wamester (2)  |
| 2024 | Marmalade                                                  | Marmalade                                 | Otis                                             | Csík Csaba Krisztián | Keir O’Donnell     |
| 2024 |                                                            | Parallel                                  | Alex                                             |                      | Kourosh Ahari      |